# Mediaset Premium (azienda)
Mediaset Premium S.p.A. è stata una società italiana attiva nel settore televisivo. Si occupava della distribuzione di canali a pagamento per la piattaforma televisiva omonima e per la piattaforma satellitare Sky Italia.

## Storia
Il 13 novembre 2014 viene comunicata la notizia che il consiglio d'amministrazione Mediaset ha deciso di cedere tutte le attività della TV a pagamento ad una nuova azienda chiamata Mediaset Premium S.p.A., nata dall'unione tra il gruppo Mediaset e la società spagnola Telefónica che, come annunciato nel mese di luglio 2014, ha acquistato l'11,11 % delle attività della pay TV per 100 milioni di euro.
L'8 aprile 2016, dopo che da settimane le ricostruzioni giornalistiche danno per fatto l'accordo con Vivendi, arriva l'annuncio ufficiale, con uno scambio paritario del 3,5% tra le capogruppo Mediaset e la società francese. Il 10 maggio 2016 i conti del primo trimestre di Mediaset Premium evidenziano una perdita mai emersa prima: oltre 56 milioni (l'anno 2015 Premium ha registrato un rosso di 85 milioni), con un indebitamento che sale a oltre 200 milioni. In proiezione gli analisti prevedono un rosso addirittura di oltre 200 milioni nell'esercizio 2016. In luglio il cda del gruppo Mediaset comunica che nel primo semestre 2016 la pay-tv Premium registra perdite per 100 milioni (63 milioni nel primo trimestre e 37 nel secondo).
Il 21 giugno 2016 Vincent Bolloré invia una lettera ai dirigenti Mediaset su "divergenze significative nell'analisi dei risultati di Mediaset Premium", fa emergere Vivendi. Due settimane dopo, alla presentazione dei palinsesti Mediaset, Pier Silvio Berlusconi, vicepresidente e AD di Mediaset, afferma che per l'accordo previsto per fine settembre "tutto procede serenamente: ora dipende dall'Antitrust, una questione che riguarda il compratore". Poco prima il direttore finanziario di Mediaset, Marco Giordani, sull'ipotesi di uno sconto chiesto da Vivendi affermava l'assenza di una richiesta. Il 22 luglio 2016 Mediaset invia a Vivendi un richiamo di inadempienza contrattuale basato su tre punti: mancata comunicazione dell'accordo all'Antitrust, mancata partecipazione agli incontri UEFA per le trasmissioni della Champions League, chiusura delle comunicazioni nella fase di gestione interinale di Premium.
La nuova proposta di Vivendi (15% delle azioni Mediaset e 20% di Premium) viene rinviata al mittente: Mediaset accusa la holding francese di volere in realtà effettuare una scalata dell'azionariato Mediaset al fine di assumere il controllo del gruppo del Biscione. Inoltre minaccia azioni legali in sedi civile e penale contro Vivendi. Il 12 ottobre 2016 Mediaset ha chiesto l'apertura di una procedura d'urgenza per sequestrare il 3,5% di azioni Vivendi che i francesi avrebbero dovuto trasferire in cambio del 100% di Premium. Il tribunale di Milano ha fissato inizialmente l'udienza cautelare per l'8 novembre, slittata poi al 23. Il 18 novembre 2016, quindi a pochi giorni dall'udienza fissata dal tribunale di Milano, Mediaset ha deciso di rinunciare a questo ricorso d'urgenza, ritenendosi rassicurata dalla documentazione depositata da Vivendi presso la cancelleria del tribunale di Milano.
La vicenda si è ulteriormente complicata quando il 13 dicembre 2016 Vivendi ha annunciato di aver comprato oltre il 12% delle azioni Mediaset, passando al 20% il giorno successivo e a oltre il 25% il 20 dicembre con l'intenzione di raggiungere il 30%. Ha così scatenato la reazione di Fininvest, che ha accusato Vivendi di non aver rispettato il contratto su Premium per svalutare il valore delle azioni Mediaset e tentare una scalata ostile.
Nell'anno 2017 non si verificano avvenimenti di rilievo.
Il 30 marzo 2018 viene annunciata la firma di un patto tra la pay tv di Mediaset e Sky Italia, in base al quale i 5 canali di cinema e i 4 di serie tv, disponibili solo su Mediaset Premium, saranno visibili anche agli abbonati Sky via satellite, mentre Sky concederà in cambio una parte della propria offerta sportiva. 

Il 2 maggio 2018 Mediaset Premium S.p.A. trasferisce a R2 S.r.l. il ramo d'azienda riguardante l'offerta di servizi agli “editori di contenuti a pagamento” (in specie, Sky Italia).
Il 1º aprile 2019 i canali e l'offerta commerciale Premium passano direttamente a Mediaset e la società cessa le proprie attività.